# Schleusenkanal
|  | Per a altres significats, vegeu «Schleusengraben». |

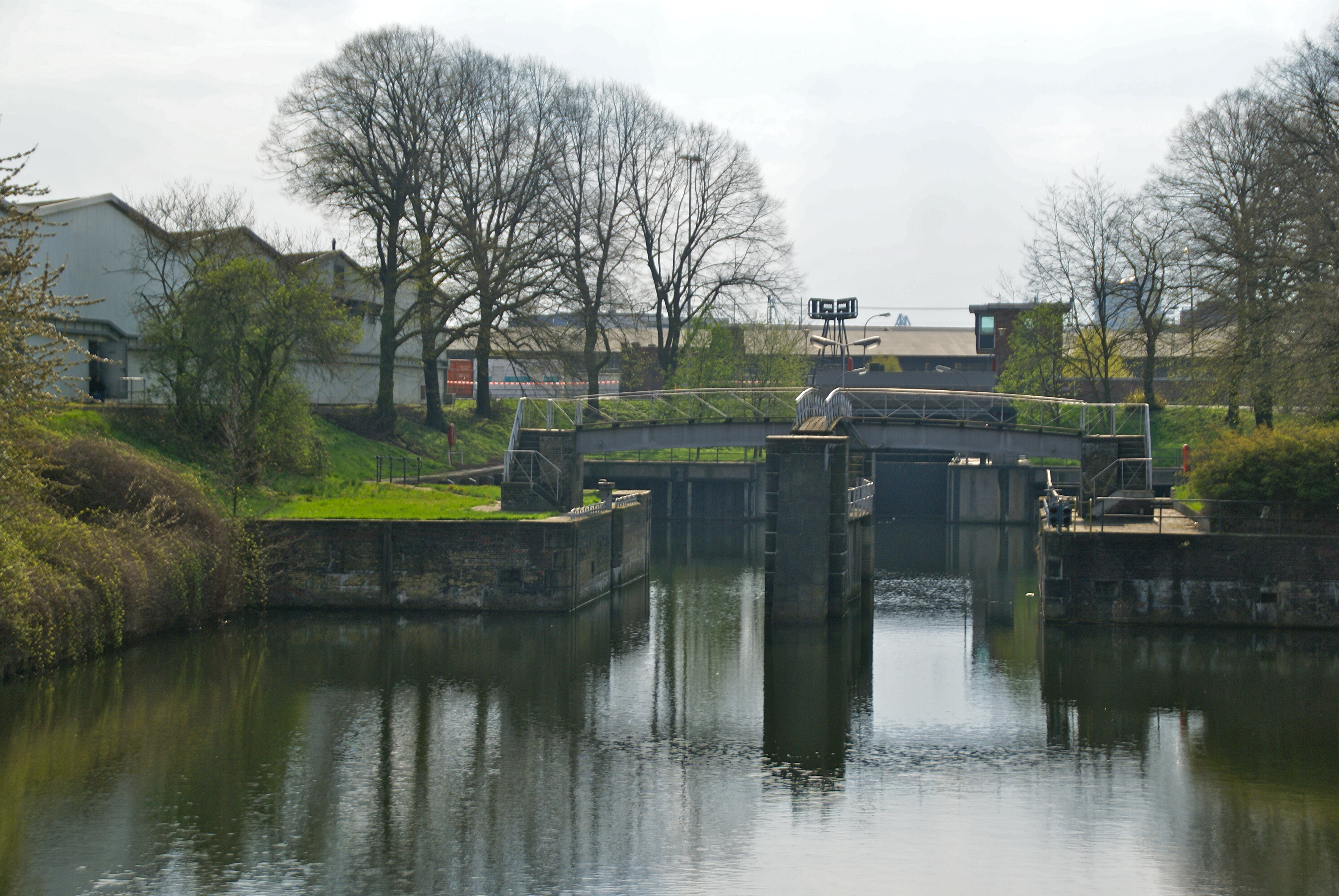
La resclosa que va donar el seu nom al canal

El  Schleusenkanal  o Canal de la resclosa és un canal curt al barri d'Hammersbrook a la ciutat estat d'Hamburg a Alemanya. És la prolongació del Mittelkanal i desguassa via l'Oberhafen a l'Elba.
El canal i la resclosa van construir-se al voltant del 1870, segons plànols de l'enginyer britànic William Lindley, arquitecte del Port d'Hamburg i de la primera xarxa de clavegueres, per a desguassar els prats molls d'Hammerbrook i permetre la seva urbanització.
El 1910 unes 60.000 persones van viure al nou barri obrer, a prop del port d'aleshores i a proximitat de la feina. Al 1943 durant la Segona Guerra Mundial, gairebé tot el barri fins llavors molt actiu va ser bombardejat. Sobre les ruïnes, després de la guerra, va construir-se un barri d'oficines.

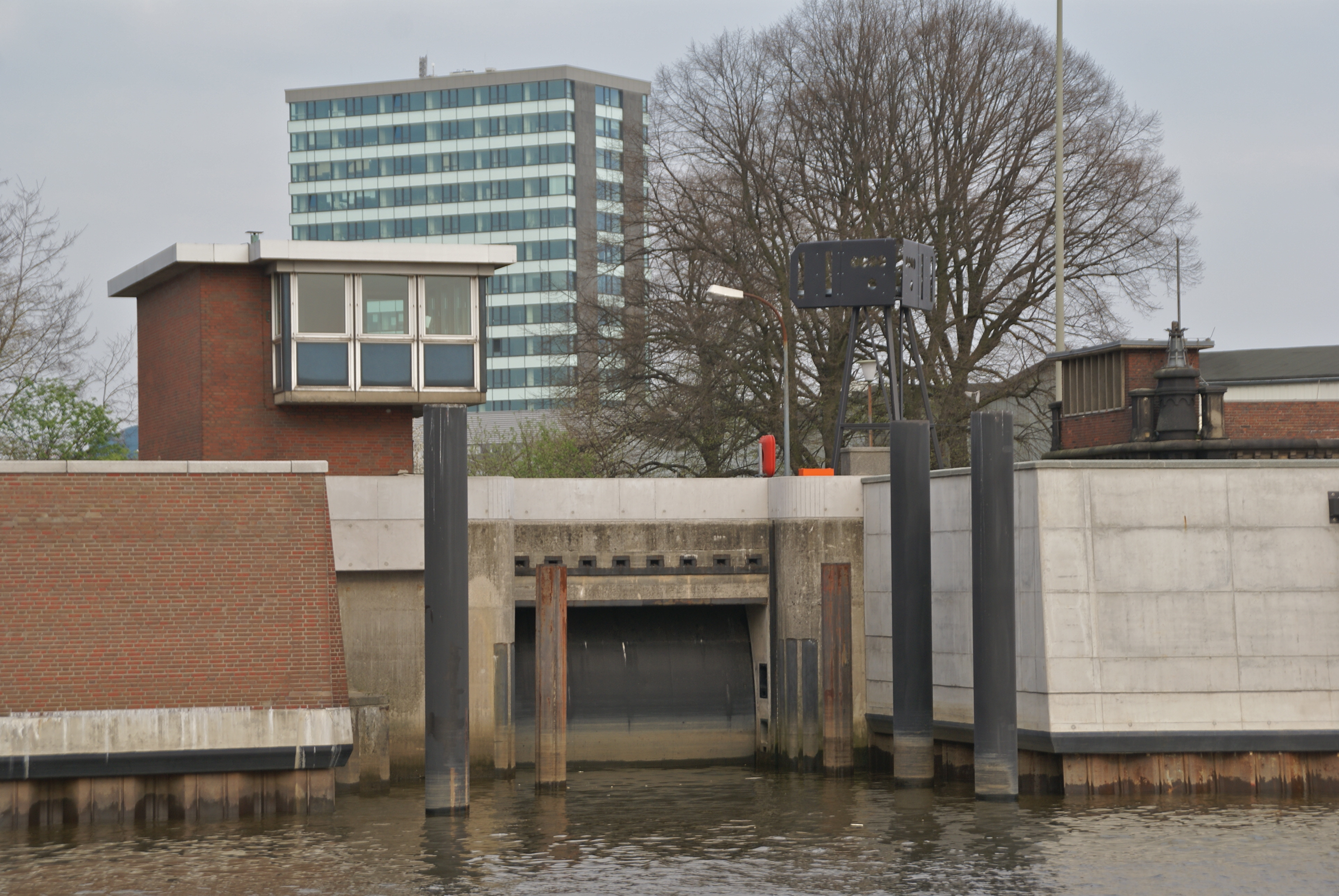
La resclosa de desguàs vist des del moll de l'Oberhafen
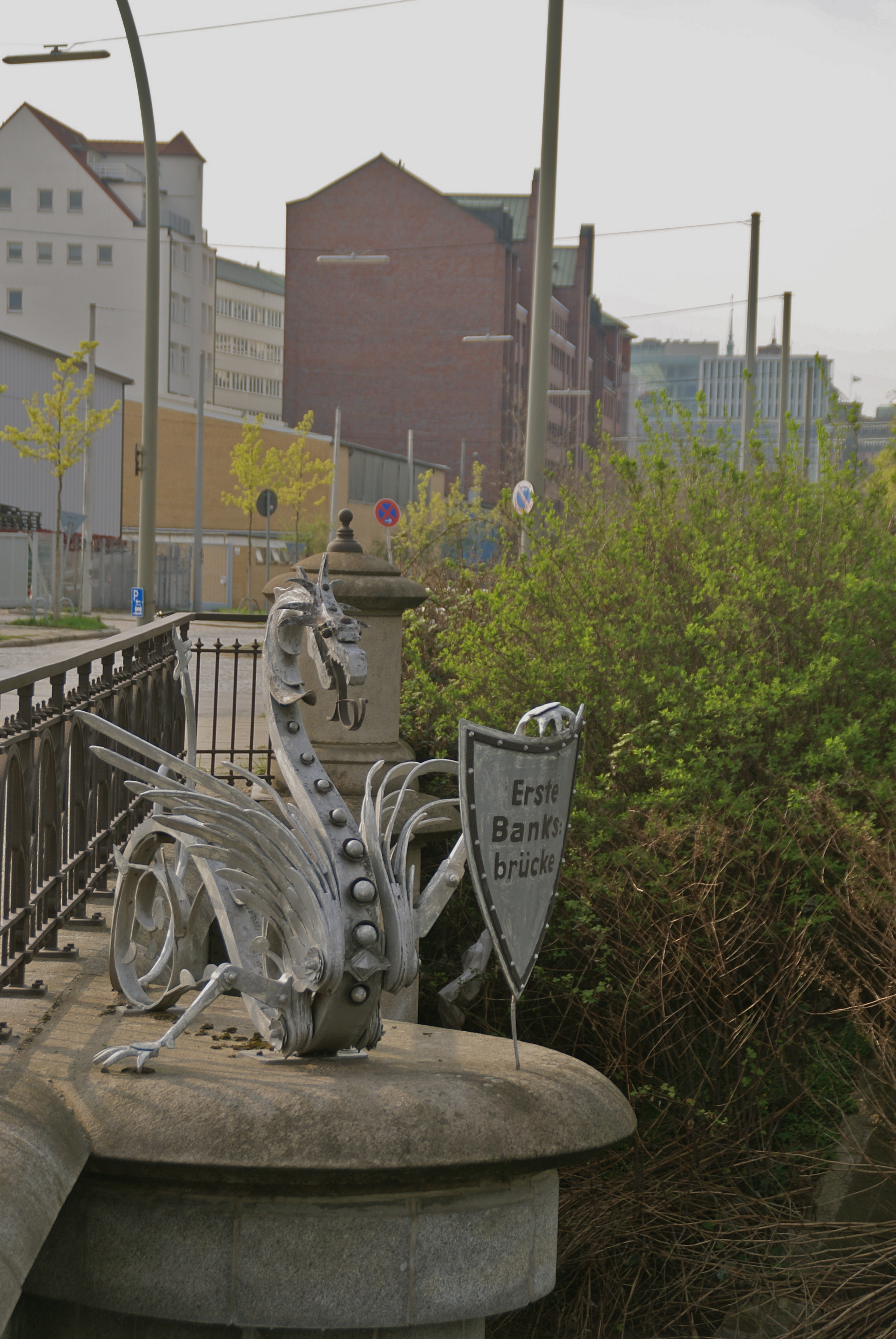
Drac, detall del pont Erste Banksbrücke al canal

| \| \| Conca del Bille (Bil·le) \| |                          |
| Haken • Oberhafen • Oberhafenkanal • Schleusenkanal • Hochwasserbassin • Rückerskanal • Billekanal • canal de Billbrook • Bullenhuser Kanal • Tiefstackkanal • Steinbrookgraben • Glinder Au o Steinbek • Havighorster Graben • Forellenbach • Schleemer Bach • Barsbek • Jenfelder Bach • Bornbek • Bornmühlenbach • Ladenbek • Kampbille • Schleusengraben • Brookwetterung • Schulenbrooksbek • Dalbek • Knollgraben • Forstgraben • Trittauer Mühlenbach • Amelungsbek • Corbek • Schwarzer Au |                          |
| | Conca del Bille (Bil·le) |